# بندر

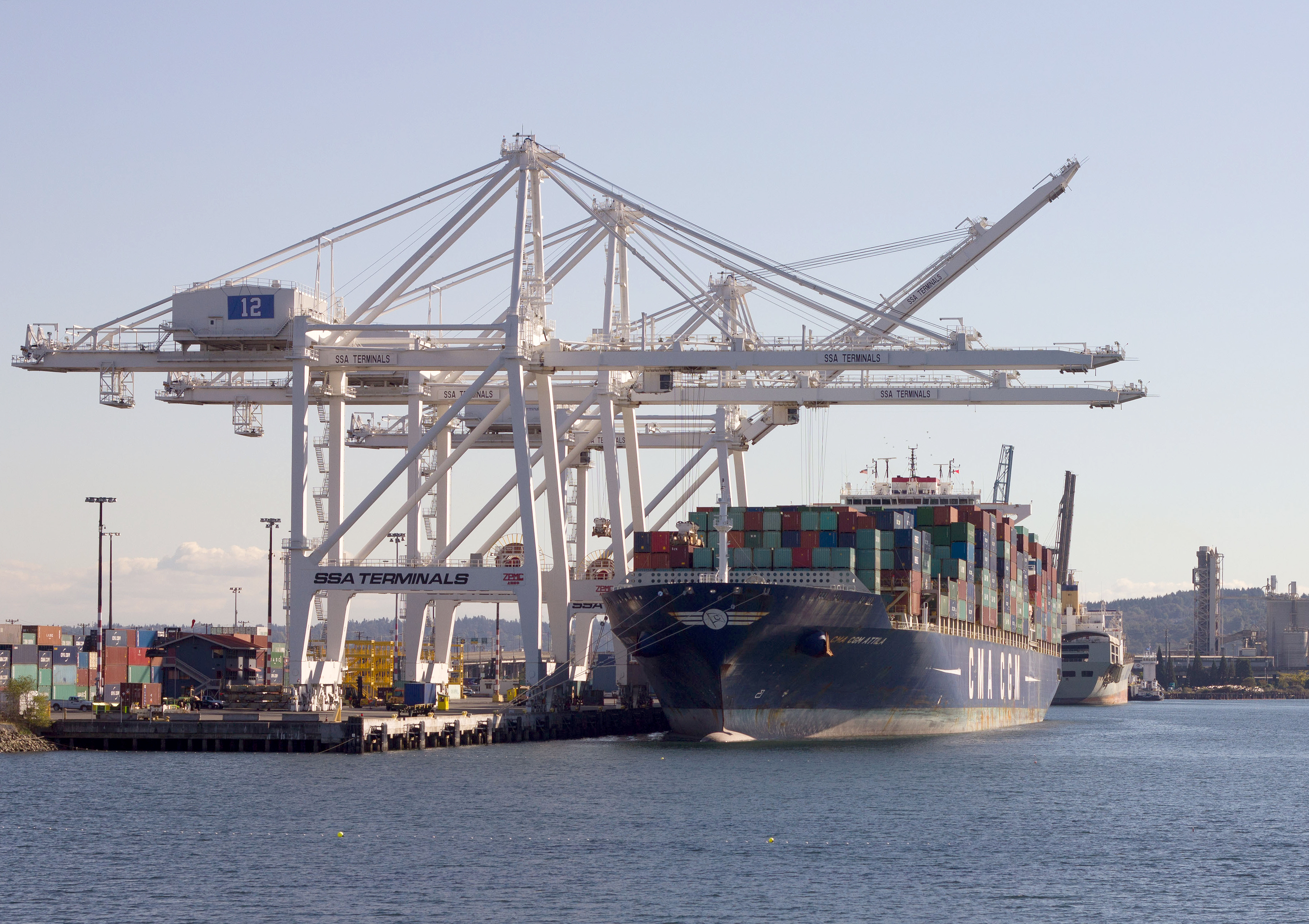
بندر سیاتل، ایالت واشینگتن، ایالات متحده

بندر نقطه‌ای است در کرانه دریا که کشتی‌ها در کنار آن پهلو می‌گیرند یا لنگر می‌اندازند تا در آنجا بارگیری یا بار خود را تخلیه نمایند. اینگونه نقاط معمولاً با تأسیساتی مانند اسکله و ساختمان و تسهیلات مخابراتی و ارتباطی همراه است. به محل استقرار این تأسیسات در بندر، بندرگاه گفته می‌شود.
بندرها گونه‌های گوناگون دارند مانند: بندر آزاد و بندر پیمانی

## ریشه شناسی

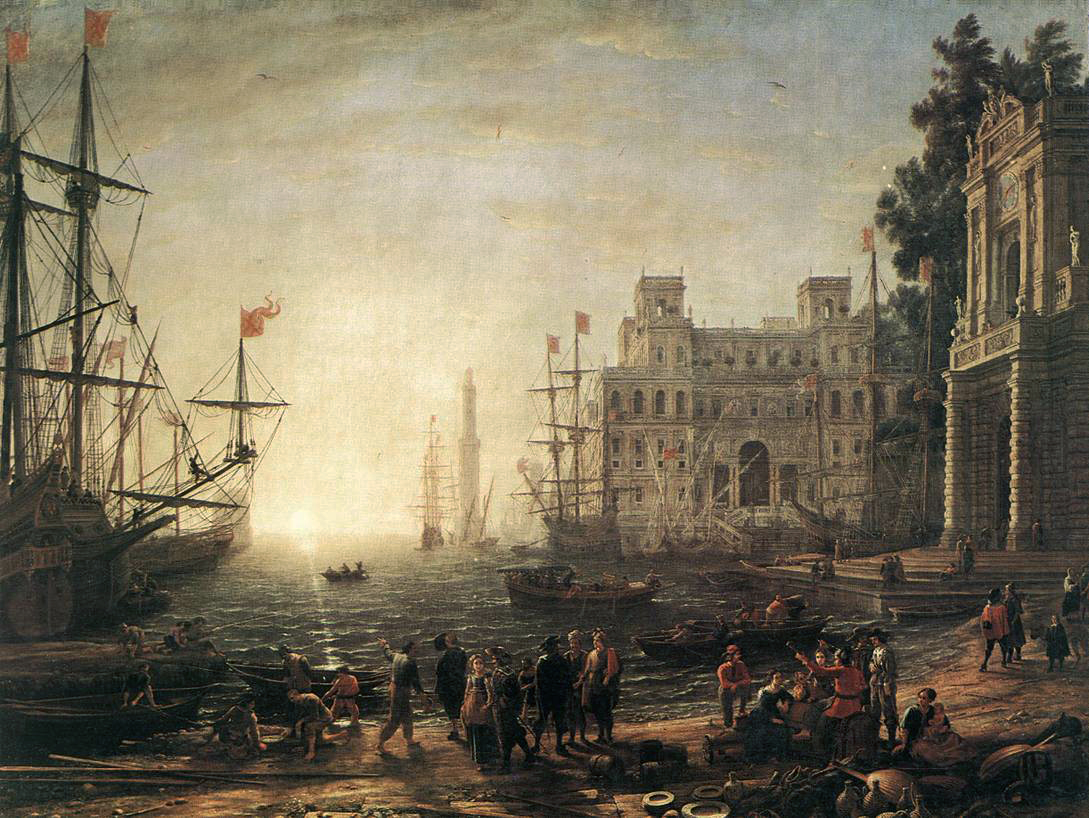
بندر، نقاشی از کلود لورین

بندر نامی پارسی و ایرانی است و از «بند» و «در» تشکیل شده است. در ایران قدیم به‌جای سکوهای بندری یا اسکله‌ها جهت پهلوگیری کشتی‌ها در بخشی از دریا نزدیک ساحل بندی حوضچه مانند از سنگ و ساروج پدیدمی‌آوردند و از یک مسیر ورودی کشتی‌ها در آن تردد می‌کردند که این دروازه ورودی به‌وسیله زنجیری بسته می‌گردید و کشتی‌ها در آن از خطر موج درامان بودند. این حوضچه‌های دروازه‌دار را بندر می‌گفتند و به‌مرور به شهرهای دارای این پایانه دریایی نیز بندر گفته شد. بندر در کنار دریا به منزله دربند در راه‌های خشکی است. و در فرهنگ دهخدا اصل آن را بُندَر که بار و بنه در آن می‌نهند آمده است؛ و همان اسکله است که در ترکی به معنی معبر بحر است. کلمه بندر به زبان‌های دیگر از جمله عربی نیز وارد شده است.